# Dili
Dili (portugisisk: Díli; tetum: Díli) er hovedstad og den største by i den suveræne stat Østtimor i Sydøstasien. Byen, der ligger på øen Timors nordkyst, har 222.323 (2015) indbyggere.

## Klima
| Vejr for Dili, Østtimor                     | Vejr for Dili, Østtimor | Vejr for Dili, Østtimor | Vejr for Dili, Østtimor | Vejr for Dili, Østtimor | Vejr for Dili, Østtimor | Vejr for Dili, Østtimor | Vejr for Dili, Østtimor | Vejr for Dili, Østtimor | Vejr for Dili, Østtimor | Vejr for Dili, Østtimor | Vejr for Dili, Østtimor | Vejr for Dili, Østtimor | Vejr for Dili, Østtimor |
|                                             | Jan                     | Feb                     | Mar                     | Apr                     | Maj                     | Jun                     | Jul                     | Aug                     | Sep                     | Okt                     | Nov                     | Dec                     | År                      |
| ------------------------------------------- | ----------------------- | ----------------------- | ----------------------- | ----------------------- | ----------------------- | ----------------------- | ----------------------- | ----------------------- | ----------------------- | ----------------------- | ----------------------- | ----------------------- | ----------------------- |
| Gennemsnitlig maks °C                       | 31,3                    | 31,1                    | 31,2                    | 31,5                    | 31,3                    | 30,7                    | 30,2                    | 30,1                    | 30,3                    | 30,5                    | 31,4                    | 31,1                    | 30,9                    |
| Gennemsnitlig °C                            | 27,7                    | 27,6                    | 27,4                    | 27,4                    | 27                      | 26,8                    | 25,5                    | 25,1                    | 25,4                    | 26                      | 27,2                    | 27,4                    | 26,6                    |
| Gennemsnitlig min °C                        | 24,1                    | 24,1                    | 23,5                    | 23,5                    | 22,8                    | 21,9                    | 20,8                    | 20,1                    | 20,5                    | 21,5                    | 23                      | 23,6                    | 22,4                    |
| Gennemsnitlig nedbør mm                     | 139,5                   | 138,7                   | 132,7                   | 104,3                   | 74,9                    | 58,4                    | 20,1                    | 12,1                    | 9                       | 12,8                    | 61,4                    | 144,9                   | 908,8                   |
| Kilde (2016): Deutscher Wetterdienst (tysk) |                         |                         |                         |                         |                         |                         |                         |                         |                         |                         |                         |                         |                         |